# Bloque de Derechas
Bloque de Derechas fue la coalición electoral fundada en Navarra (España) durante la Segunda República Española que tuvo un gran éxito en las dos citas electorales a las Cortes en que concurrió, las del 19 de noviembre de 1933, las del 16 de febrero de 1936 y en la cita electoral para elegir compromisarios para elegir Presidente de la República el 26 de abril de 1936.
Esta coalición estaba formada por todos los partidos de la derecha ideológica, con la única excepción de la Falange Española que dio libertad de voto sin apoyo explícito. Los que la formaban o apoyaban eran:
- Los carlistas que se habían unido previamente en la Comunión Tradicionalista
- La Confederación Española de Derechas Autónomas (CEDA) en la que se había integrado Unión Navarra creada en 1933.
- Los monárquicos, con el líder independiente Raimundo García García Garcilaso, director del Diario de Navarra y muy influyente en Navarra.
- Aunque muy próximo ideológicamente al anterior, sin candidato pero apoyando externamente a la coalición estaba Renovación Española.

Esta coalición tuvo éxito en las citas electorales véase Anexo:Resultados electorales a las Cortes españolas en Navarra durante la Segunda República, hasta el punto de llegar a conseguir los diputados en las elecciones de 1933 y de 1936 y en la de los compromisarios para elegir el presidente de la República en abril de 1936. Esto fue debido a que se presentaron en cada circunscripción electoral el número máximo y dado que tenían mayoría en todos conseguían el "copo" soslayando la ley electoral de la Segunda República donde se reservaba un 20% a las minorías.

## Elecciones del 19 de noviembre de 1933
Con un porcentaje medio del 56,1% del electorado y el 69,7% de los votantes. Consigue los 7 diputados. Que fueron:
- Tomás Domínguez de Comunión Tradicionalista con 89.901 votos, 47,4 % del electorado y 58,8% de los votos.
- Javier Martínez de Morentin de Comunión Tradicionalista con 79. 487 votos, 41,9% del electorado y 50,8% de los votos.
- Esteban de Bilbao Eguía de Comunión Tradicionalista con 77.714 votos, 40,9% del electorado y 50,8% de los votos.
- Rafael Aizpún de Unión Navarra con 76.003 votos, 40% del electorado y 49,7% de los votos.
- Luis Arellano de Comunión Tradicionalista con 72.377, 38,1% del electorado y 47,3 de los votos.
- Raimundo García, monárquico independiente, 72.010 votos, 37,9% del electorado y 47,1% de los votos
- José Gafo, sindicatos católicos con 65.287 votos, 34,4% del electorado y 42,7% de los votos.

## Elecciones del 16 de febrero de 1936
Con un porcentaje medio del 57,3% del electorado y el 71,6% de los votantes. Consigue los 7 diputados. Fueron:
- Rafael Aizpún de Unión Navarra con 82.859 votos, el 42,6% del electorado y 53,2% de los votos.
- Tomás Domínguez Arévalo de Comunión Tradicionalista con 81.770 votos, 42% del electorado y 52,5% de los votos.
- Miguel Gortari de Unión Navarra 80.253 votos, 41,3% del electorado y 51,5% de los votos.
- Javier Martínez de Morentín de Comunión Tradicionalista y FASN con 79.224 votos 40,7% del electorado y 50,9% de los votos.
- Luis Arellano de Comunión Tradicionalista 78.861 votos 40,5% del electorado 50,6% de los votos.
- Jesús Elizalde de Comunión Tradicionalista 78.159 votos 40,2% del electorado 50,2% de los votos.
- Raimundo García, monárquico independiente con 76.082 votos 39,1% del electorado 48,9% de los votos

## Elecciones de compromisarios del 26 de abril de 1936
En las elecciones para compromisarios para elegir el presidente de la república, tras la destitución de Niceto Alcalá Zamora volvieron a ganar y sacar 7 compromisarios.
- Félix Díaz de Comunión Tradicionalista con 67.952 votos 34,8% de los electores y 56,8% de los votos.
- Juan Pedro Arraiza independiente con 67.380 votos 34,5% de los electores y 56,3% de los votos.
- Arturo Monzón Unión Navarra con 67.236 votos 34,5% de los electores y 56,2% de los votos.
- José Gómez de Comunión Tradicionalista con 67.064 votos 34,4% de los electores y 56% de los votos.
- Juan Ochoa de Unión Navarra con 66.901 votos 34,3% de los electores y 55,9% de los votos.
- José Martínez de Comunión Tradicionalista con 66.170 votos 33,9% de los electores y 55,3% de los votos.
- Cándido Frauca del Partido Radical con 66.076 votos 33,9% de los electores y 55,3% de los votos.

- Datos: Q8248861